# Ioan Georgescu (amiral)

Viceamiral Ioan Georgescu.

Ioan Georgescu (n. 1891 – d. 1977) a fost un amiral și inginer român, care a îndeplinit funcția de comandant al Marinei Militare Române (1942-1945).

## Biografie
Ioan Georgescu s-a născut în anul 1891. A absolvit cursurile Școlii Navale din Fiume (1906-1910) și apoi pe cele ale Școlii Navale de Război din Paris (1932-1933), obținând diploma de inginer naval. În anul 1914 i s-a dat comanda vedetei fluviale "Maior Giurescu", iar în timpul primului război mondial a comandat canoniera "Siretul" (1916) și vedeta fluvială "Maior Gheorghe Șonțu" (1916-1917).
În anul 1918 a fost numit în funcția de comandant militar al portului Giurgiu, iar în 1919 i s-a încredințat comanda Diviziei ușoare de Dunăre. Între anii 1920-1922, locotenent-comandorul Ioan Georgescu a deținut funcția de comandant al Academiei Navale "Mircea cel Bătrân" din Constanța. La 1 aprilie 1931, comandorul Ioan Georgescu este numit comandantul grupului de distrugătoare, deținând și comanda distrugătorului "Regele Ferdinand", de unde este mutat la comanda distrugătorului "Mărășești".
În anul 1932 a deținut funcția de șef de Stat Major la Divizia de Mare, iar la 1 aprilie 1937 i s-a încredințat comanda Escadrei de monitoare. Un an mai târziu, a devenit șef de Stat Major al Marinei Militare Române. La 10 iulie 1940 i s-a încredințat comanda Școlilor Marinei, iar la 18 iulie 1940 a fost numit comandant al Forțelor Navale Maritime. În timpul războiului a fost comandant al Diviziei de Mare. La 15 decembrie 1941 contraamiralul Georgescu a fost numit comandant al Marinei Regale Române și șef de Stat Major al Marinei din Marele Stat Major.
În perioada 16 iunie 1942 - 27 martie 1945, viceamiralul ing. Ioan Georgescu a deținut funcția de comandant al Marinei Militare Române. După lovitura de stat din 23 august 1944, a primit sarcina să împiedice infiltrarea germanilor și bulgarilor în Delta Dunării și să supravegheze Dunărea, de la Siliștea până la vărsare. Prin intermediul negocierilor purtate de către contraamiralul Horia Macellariu cu amiralul german Brinkmann, s-a reușit să se blocheze și să se dezarmeze flota germană din portul Constanța, contribuidu-se la evacuarea nemților din Dobrogea. La sfârșitul lunii august 1944 a fost rănit pe drumul dinspre București către Paris de către trupele germane aflate în retragere.
Viceamiralul Ion Georgescu a fost numit la 1 septembrie 1944 în funcția de subsecretar de stat pentru marină.
Pentru două luni și jumătate, a fost și subsecretar de stat pentru Marină în Guvernul Constantin Sănătescu (1) (23 august - 3 noiembrie 1944). La data de 27 martie 1945, viceamiral ing. Ioan Georgescu a fost trecut din oficiu în rezervă prin Înaltul Decret Regal nr. 884/1945.
După preluarea puterii de către regimul comunist, a fost arestat și condamnat la închisoare, în baza probelor unui dosar contrafăcut de Securitate. Și-a efectuat detenția la penitenciarele Jilava, Aiud și Sighet. Viceamiralul Ioan Georgescu a încetat din viață în anul 1977.